# Wohn- und Wirtschaftsgebäude Zum Hasselbach 1
Das Wohn- und Wirtschaftsgebäude Zum Hasselbach 1 (Bundesstraße 440) in der niedersächsischen Gemeinde Hemsbünde, Ortsteil Hassel, wurde zum Ende des 19. Jahrhunderts gebaut. Aktuell (2025) wird es zum Wohnen und gewerblich genutzt.
Das Gebäude steht unter Denkmalschutz (siehe auch Liste der Baudenkmale in Hemsbünde).

## Geschichte und Beschreibung
Hemsbünde gehört zur heutigen Samtgemeinde Bothel im Landkreis Rotenburg (Wümme).
Das eingeschossige traufständige Gebäude als selteneres Vierständer-Hallenhaus mit Ankerbalkenverzimmerung in Fachwerk mit Steinausfachungen, reetgedecktem Satteldach, regionaltypischer senkrechter Verbretterung der oberen Giebeldreiecke und später verglaster Grooter Door mit geradem Abschluss, wurde um 1895 gebaut.
Das Landesdenkmalamt befand u. a.: „… ortsgeschichtlicher, gebäudetypischer, straßen- und hofbildprägender Zeugniswert ….“